# Fitowo
Fitowo – wieś w Polsce położona w województwie warmińsko-mazurskim, w powiecie nowomiejskim, w gminie Biskupiec.
W okresie międzywojennym w miejscowości stacjonowała placówka Straży Celnej „Fitowo” następnie placówka Straży Granicznej I linii „Fitowo”.
W latach 1975–1998 miejscowość administracyjnie należała do województwa toruńskiego.